# Donna Faber
Donna Faber (5 luglio 1971) è un'ex tennista statunitense.

## Carriera
In carriera ha raggiunto due finali nel singolare al Brasil Open nel 1990 e al Wellington Classic nel 1992. Nei tornei del Grande Slam ha ottenuto il suo miglior risultato raggiungendo il quarto turno nel singolare agli Australian Open nel 1989 e nel 1990, e agli US Open nel 1989.

## Statistiche

### Singolare

#### Finali perse (2)
| Numero | Anno            | Torneo                         | Superficie  | Avversaria in finale | Punteggio |
| 1.     | 2 dicembre 1990 | Brasil Open, San Paolo         | Terra rossa | Veronika Martinek    | 2-6, 4-6  |
| 2.     | 9 febbraio 1992 | Wellington Classic, Wellington | Cemento     | Noëlle van Lottum    | 4-6, 0-6  |

### Risultati in progressione
| Sigla | Risultato               |
| ----- | ----------------------- |
| V     | Vincitore               |
| F     | Finalista               |
| SF    | Semifinalista           |
| O     | Oro olimpico            |
| A     | Argento olimpico        |
| SF    | Bronzo olimpico         |
| QF    | Quarti di Finale        |
| 4T    | Quarto turno            |
| 3T    | Terzo turno             |
| 2T    | Secondo turno           |
| 1T    | Primo turno             |
| RR    | Round Robin             |
| LQ    | Turno di qualificazione |
| A     | Assente                 |
| ND    | Non disputato           |

| Legenda superfici    |
| -------------------- |
| Cemento              |
| Terra battuta        |
| Erba                 |
| Superficie variabile |

#### Singolare nei tornei del Grande Slam
| Torneo          | 1988 | 1989 | 1990 | 1991 | 1992 | 1993 |
| --------------- | ---- | ---- | ---- | ---- | ---- | ---- |
| Australian Open | A    | 4T   | 4T   | 3T   | 1T   | 2T   |
| Open di Francia | 2T   | 1T   | 2T   | 1T   | 2T   | 1T   |
| Wimbledon       | A    | 3T   | 2T   | 2T   | 1T   | A    |
| US Open         | A    | 4T   | 1T   | 2T   | 1T   | A    |

#### Doppio nei tornei del Grande Slam
| Torneo          | 1989 | 1990 | 1991 | 1992 |
| --------------- | ---- | ---- | ---- | ---- |
| Australian Open | A    | 1T   | 2T   | 1T   |
| Open di Francia | 1T   | 1T   | A    | A    |
| Wimbledon       | A    | A    | A    | A    |
| US Open         | A    | A    | A    | A    |

#### Doppio misto nei tornei del Grande Slam
| Torneo          | 1989 |
| --------------- | ---- |
| Australian Open | A    |
| Open di Francia | A    |
| Wimbledon       | 2T   |
| US Open         | A    |